# Abdelkrim al-Targui
Hamada Ag Hama, dit Abdelkrim Taleb ou Abdelkrim al-Targui (Abdelkrim le Touareg), est un chef djihadiste malien, émir de la katiba Al Ansar d'Al-Qaïda au Maghreb islamique. Lors de la guerre du Mali, il est tué par les forces françaises dans la nuit du 17 au 18 mai 2015.

## Biographie
Originaire de Kidal, Hamada Ag Hama est un cousin d'Iyad Ag Ghali. Dans les années 1990, il intègre la Dawa, une secte islamiste, et quelques années plus tard il se rapproche des djihadistes du GSPC, puis d'AQMI qu'il finit par rallier en 2010.
Il est d'abord sous les ordres d'Abou Zeid. Cependant, de plus en plus nombreux, les combattants touaregs du Mali et du Niger qui ont rejoint AQMI rechignent d'être commandés par un Algérien. Une nouvelle katiba est alors formée, baptisée Al Ansar ou Ansar Al Sunnah. Abdelmalek Droukdel en remet le commandement à Hamada Ag Hama,,.
Le 30 juin 2010, il tend une embuscade à un convoi de gendarmes algériens à Tin Zaouatine, près de la frontière malienne. Onze gendarmes sont tués et un douanier est capturé et sera exécuté deux mois plus tard.
D'après Béchir Bessnoun, un combattant tunisien d'AQMI, arrêté au Mali en 2011 lors d'une tentative d'attentat contre l'ambassade de France à Bamako, l'otage français Michel Germaneau est exécuté de la main d'Abdelkrim le Touareg, d'une balle à la tête, à l'Adrar Tigharghar dans l'Adrar des Ifoghas à la fin du mois de juillet 2010. Cette exécution aurait été donnée sur ordre de Djamel Okacha et d'Abou Zeïd en représailles à l'attaque franco-mauritanienne lors du combat de l'Akla,.
Le 24 novembre 2011, deux Français – Philippe Verdon et Serge Lazarevic – sont enlevés à Hombori, au Mali. Selon des sources sécuritaires maliennes et nigériennes, les auteurs de l'enlèvement font partie de la katiba d'Hamada Ag Hama,. Philippe Verdon est exécuté dans les environs du 10 mars 2013, d'une balle à la tête. Son corps est retrouvé en juillet. Selon des combattants du MNLA, le corps de Philippe Verdon est retrouvé dans la vallée de Tahort, près de l'Adrar de Tigharghâr, conquise en mars par les Français et les Tchadiens lors de la bataille de Tigharghâr.
Le 29 juillet 2012, à Aguel'hoc, les djihadistes lapident un couple qui avait conçu des enfants hors mariage. C'est, que l'on sache, la seule exécution de ce type commise pendant la guerre du Mali. Selon les sources cette exécution aurait été commise par les hommes de la katiba d'Hamada Ag Hama ou bien par des éléments d'Ansar Dine d'Ibrahim Ag Inawalen,,,.
Le 2 novembre 2013, deux journalistes français, Ghislaine Dupont et Claude Verlon, sont enlevés et exécutés par balles par des hommes armés près de Kidal. Quatre jours plus tard, ces assassinats sont revendiqués par des combattants de la katiba Al Ansar. Selon RFI, un des lieutenants d'Hamada Ag Hama, Sedane Ag Hita, dit « Abou Abdel Hakim al-Kidali », serait directement impliqué dans cette action.
Le 9 décembre 2014, Serge Lazarevic est libéré par AQMI probablement contre une rançon. Mais deux neveux d'Abdelkrim al-Targui ; Haïba Ag Achérif et Mohamed Ali Ag Wadoussène, sont également relâchés en échange de l'otage français.
En mai 2015, Abdelkrim al-Targui est localisé près de Boghassa par les services de renseignements français. Le 16 mai, il quitte une réunion où s'étaient rassemblés une dizaine de djihadistes et voyage avec Ibrahim Ag Inawalen et leurs deux gardes du corps. Leur véhicule est attaqué par les soldats français dans la nuit du 17 au 18 mai 2015, les quatre djihadistes trouvent alors refuge dans une cache rocheuse où ils sont tous tués après plusieurs heures de combat,,,,,.